# The Horn, Antarktis
The Horn är en bergstopp i Antarktis. Den ligger i Västantarktis. Argentina, Chile och Storbritannien gör anspråk på området. Toppen på The Horn är 220 meter över havet.
Terrängen runt The Horn är kuperad åt sydväst, men åt nordost är den platt. Havet är nära The Horn västerut. Trakten är obefolkad. Det finns inga samhällen i närheten.